# Sorosina
Sorosina is een geslacht van vliesvleugeligen uit de familie Pteromalidae. De wetenschappelijke naam van dit geslacht is voor het eerst geldig gepubliceerd in 1993 door Dzhanokmen.

## Soorten
Het geslacht Sorosina is monotypisch en omvat slechts de volgende soort:
- Sorosina florenskayae Dzhanokmen, 1993